# Firefly Lane
Firefly Lane és una sèrie de televisió dramàtica nord-americana creada per Maggie Friedman per a Netflix. La sèrie està basada en la novel·la homònima de Kristin Hannah. La sèrie es va estrenar el 3 de febrer de 2021 i navega per la vida de dues adolescents als anys setanta, fins a la seva edat adulta a mitjans dels anys 2000. El maig de 2021, la sèrie es va renovar per a una segona temporada. L'octubre de 2022, es va anunciar que la segona temporada seria la seva darrera temporada i constaria de 16 episodis, dividits en dues parts. La primera part de la segona temporada es va estrenar el 2 de desembre de 2022 i la segona part el 27 d'abril de 2023.

## Premissa
Firefly Lane segueix l'amistat i el vincle entre dues dones de l'àrea de Seattle, Kate Mularkey i Tallulah "Tully" Hart, des de quan es van convertir en veïnes als 14 anys d'un carrer anomenat Firefly Lane, a través de les dècades fins als 40, passant pel alts i baixos de les seves vides.

## Repartiment i personatges

### Principals
- Katherine Heigl com a Tully Hart, presentadora del programa de tertúlies diürnes The Girlfriend Hour.
  - Ali Skovbye com a Tully adolescent.
  - London Robertson com a Tully nena al 1970.
- Sarah Chalke com a Kate Mularkey, la millor amiga de Tully des que tenien 14 anys i una mestressa de casa que intenta tornar al món laboral mentre passa per un divorci.
  - Roan Curtis com a Kate adolescent.
- Ben Lawson com a Johnny Ryan, l'exmarit de la Kate i el productor de The Girlfriend Hour.
- Beau Garrett com a Cloud, la mare d'esperit lliure i drogodependent de la Tully.
- Yael Yurman com a Marah Ryan, la filla adolescent de la Kate i en Johnny.
- Ignacio Serricchio com a Danny Diaz (temporada 2).[6]

### Recurrents
- Brandon Jay McLaren com a Travis, un home vidu la filla del qual va a la mateixa escola que la Marah i troba una connexió amb la Kate.
- Jon Ecker com a Max Brody, l'interès amorós de la Tully (temporada 1).
- Chelah Horsdal com a Margie, la mare de la Kate.
- Paul McGillion com a Bud, el pare de la Kate.
- Jenna Rosenow com a Kimber Watts, editora de Seattle Digest i cap de la Kate.
- Leo Rano com a Leon, el nuvi de la Cloud als anys setanta.
- Brendan Taylor com a Mutt, el càmera del canal de notícies local KPOC Tacoma i l'interès amorós de la Kate als anys vuitanta.
- Jason Mckinnon com a Sean, el germà gran i a l'armari de la Kate.
  - Quinn Lord com a Sean '74.
- Synto Misati com a Robbie '74, amic i interès amorós d'en Sean.
- Kirsten Robek com a Carol, una presentadora de KPOC Tacoma.
- Andres Joseph com a Gideon Vega, fotògraf de Seattle Digest.
- Patrick Sabongui com a Chad Wiley, l'interès amorós de la Tully a la dècada de 1980 que també va ser el seu professor universitari.
- Tara Wilson com a Julia, la dona d'en Sean.
- Jolene Purdy com a Justine Jordan (temporada 2),[6] la nova agent de talents de la Tully.
- India de Beaufort com a Charlie (temporada 2),[6] treballadora de KPOC Tacoma als anys vuitanta, enamorada d'en Johnny.
- Greg Germann com a Benedict Binswanger (temporada 2),[6] un home de negocis ric que es presenta a governador de l'estat de Washington a qui la Tully i en Danny estan cobrint per a una història. Provenia d'una família que posseïa una empresa forestal coneguda com Bincorp.
- Forrest Anthony com a Parker Binswanger, (acreditat ambiguament com "Teenage Boy" a la temporada 1), el germà més amable i sensible de Benedict.
- Oliver Rice com a Theo (temporada 2).
- Seth Isaac Johnson com a Eugene (temporada 2).
- Chris McNally com el Sr. Waverly (temporada 2)[7]
- Khobe Clarke com a Coop (temporada 2).

### Estrella especial convidada
- Martin Donovan com a Wilson King, un famós productor de televisió.

## Episodis
| Temporada | Temporada | Episodis | Episodis | Emissió Original      |
| --------- | --------- | -------- | -------- | --------------------- |
|           | 1         | 10       | 10       | 3 de febrer de 2021   |
|           | 2         | 16       | 9        | 2 de desembre de 2022 |
|           | 2         | 16       | 7        | 27 d'abril de 2023    |

### Temporada 1 (2021)
| Num. total | Episodi | Títol original                 | Direcció       | Guió                             | Data d'emissió original |
| ---------- | ------- | ------------------------------ | -------------- | -------------------------------- | ----------------------- |
| 1          | 1       | "Hello, Yellow Brick Road"     | Peter O'Fallon | Maggie Friedman                  | 3 de febrer de 2021     |
| 2          | 2       | "Oh, Sweet Something"          | Peter O'Fallon | Maggie Friedman                  | 3 de febrer de 2021     |
| 3          | 3       | "Dancing Queens"               | Anne Wheeler   | Ilene Rosenzweig                 | 3 de febrer de 2021     |
| 4          | 4       | "Love is a Battlefield"        | Anne Wheeler   | Savannah Dooley                  | 3 de febrer de 2021     |
| 5          | 5       | "Sweet Child O'Mine"           | Vanessa Parise | Maggie Friedman i Barbara Johns  | 3 de febrer de 2021     |
| 6          | 6       | "Dirty Laundry"                | Vanessa Parise | John Sacret Young                | 3 de febrer de 2021     |
| 7          | 7       | "Total Ecplise of the Hart"    | Fred Gerber    | Marissa Lee                      | 3 de febrer de 2021     |
| 8          | 8       | "Mawaige"                      | Fred Gerber    | Savannah Dooley i James Ford Jr. | 3 de febrer de 2021     |
| 9          | 9       | "You Say It's Your Birthday?!" | Lee Rose       | Ilene Rosenzweig                 | 3 de febrer de 2021     |
| 10         | 10      | "Auld Lang Syne"               | Lee Rose       | Maggie Friedman                  | 3 de febrer de 2021     |

### Temporada 2 (2022–23)
| Num. total | Episodi | Títol original                    | Direcció            | Guió                                         | Data d'emissió original |
| ---------- | ------- | --------------------------------- | ------------------- | -------------------------------------------- | ----------------------- |
| 1a Part    |         |                                   |                     |                                              |                         |
| 11         | 1       | "Wish You Were Here"              | Michael Spiller     | Maggie Friedmann                             | 2 de desembre de 2022   |
| 12         | 2       | "On the Road"                     | Michael Spiller     | Savannah Dooley, Marissa Lee i Barbara Johns | 2 de desembre de 2022   |
| 13         | 3       | "I'm Coming Out"                  | Shannon Kohli       | Becky Hartman Edwards i Michael V. Ross      | 2 de desembre de 2022   |
| 14         | 4       | "Papa Don't Preach"               | Shannon Kohli       | Davah Avena i James Ford, Jr.                | 2 de desembre de 2022   |
| 15         | 5       | "Simple Twist of Fate"            | Vanessa Parise      | Savannah Dooley i Marissa Lee                | 2 de desembre de 2022   |
| 16         | 6       | "Reborn on the Fourth of July"    | Vanessa Parise      | Maggie Friedman i Barbara Johns              | 2 de desembre de 2022   |
| 17         | 7       | "Good Riddance/Time of Your Life" | Katina Medina Mora  | Becky Hartman Edwards i Michael V. Ross      | 2 de desembre de 2022   |
| 18         | 8       | "All Apologies"                   | Katina Medina Mora  | Maggie Friedmann i Davah Avena               | 2 de desembre de 2022   |
| 19         | 9       | "Hart-Shaped Box"                 | Michael Spiller     | Maggie Friedmann i James Ford, Jr.           | 2 de desembre de 2022   |
| 2a Part    |         |                                   |                     |                                              |                         |
| 20         | 10      | "All the World's a Stage"         | Monika Mitchell     | Savannah Dooley                              | 27 d'abril de 2023      |
| 21         | 11      | "The Breast Is Yet to Come"       | Monika Mitchell     | Barbara Johns                                | 27 d'abril de 2023      |
| 22         | 12      | "Time After Time"                 | Sarah Wayne Callies | Marissa Lee                                  | 27 d'abril de 2023      |
| 23         | 13      | "Can't Fight This Feeling"        | Sarah Wayne Callies | Davah Avena i Michael V. Ross                | 27 d'abril de 2023      |
| 24         | 14      | "I Can't Go On, I'll Go On"       | Winnifred Jong      | Maggie Friedman i James Ford, Jr.            | 27 d'abril de 2023      |
| 25         | 15      | "Moondance"                       | Winnifred Jong      | Becky Hartman Edwards i Emily E. Ellis       | 27 d'abril de 2023      |
| 26         | 16      | "This Must Be the Place"          | Michael Spiller     | Maggie Friedman                              | 27 d'abril de 2023      |

## Producció

### Desenvolupament
El 22 de febrer de 2019, es va anunciar que Netflix havia donat a la producció una comanda de sèrie per a una primera temporada que constava de deu episodis. La sèrie va ser creada i presentada per Maggie Friedman, que també s'esperava que fos la productora executiva juntament amb Stephanie Germain, Katherine Heigl i Lee Rose. El 26 de maig de 2021, Netflix va renovar la sèrie per a una segona temporada. El 3 d'octubre de 2022, es va informar que la segona temporada seria la seva darrera temporada que constaria de 16 episodis, dividits en dues parts.

### Càsting
El 10 de juliol de 2019, Katherine Heigl va ser elegida per un dels papers principals. L'agost de 2019, Ben Lawson, Sarah Chalke, Beau Garrett havien estat elegits per als papers protagonistes. El setembre de 2019, Ali Skovbye i Roan Curtis van ser elegides per interpretar les versions adolescents dels personatges de Heigl i Chalke, Tully i Kate, respectivament. El mateix mes, Yael Yurman va ser elegida com una personatge habitual, mentre que Jon Ecker i Brandon Jay McLaren van ser elegits per personatges recurrents. El 17 de desembre de 2019, Patrick Sabongui i Brendan Taylor es van unir al repartiment en papers recurrents. L'11 de febrer de 2020, Jenna Rosenow va ser elegida per un paper recurrent. El 21 de setembre de 2021, Ignacio Serricchio es va unir al repartiment com a nou personatge habitual, mentre que Greg Germann, India de Beaufort i Jolene Purdy van participar en papers recurrents per a la segona temporada. L'11 de febrer de 2022, Chris McNally va elegit com a personatge recurrent per a la segona temporada.

### Rodatge
El rodatge de la primera temporada va començar el 17 de setembre de 2019 i va acabar el 21 de gener de 2020 a Burnaby, Colúmbia Britànica. Vincent De Paula és el director de fotografia de la sèrie. El rodatge de la segona temporada va començar el 30 d'agost de 2021 i va concloure el 28 d'abril de 2022.

## Estrena
El 14 d'octubre de 2020, es va publicar un "teaser" oficial, així com imatges de primer cop. La sèrie es va estrenar el 3 de febrer de 2021. Els nou primers episodis de la segona temporada es van publicar el 2 de desembre de 2022 i els set finals es van publicar el 27 d'abril de 2023.

## Recepció
Durant la setmana de l'1 al 7 de febrer, Firefly Lane va ocupar el primer lloc en les classificacions de Nielsen, que va anunciar que la sèrie s'havia vist durant un total de 1.300 milions de minuts. La setmana següent, va tornar a ocupar el primer lloc en les classificacions de Nielsen, amb un total de 1.288 milions de minuts de visualització. El 20 d'abril de 2021, Netflix va anunciar que 49 milions de persones havien vist la sèrie durant els primers 28 dies després del seu llançament.

### Resposta crítica
Per a la primera temporada, l'agregador de ressenyes Rotten Tomatoes va informar d'una puntuació d'aprovació del 48% basada en 31 crítiques, amb una puntuació mitjana de 5,7/10. El consens dels crítics del lloc web diu: " Firefly Lane té algunes idees sòlides i una parella guanyadora amb Katherine Heigl i Sarah Chalke, si només l'escriptura pogués estar a l'altura de tot aquest potencial" . Metacritic va donar a la primera temporada una puntuació mitjana ponderada de 57 sobre 100 basada en 21 crítiques, indicant "crítiques mixtes o mitjanes".
Judy Berman de Time va escriure: "Segons la majoria de mètriques, Firefly Lane simplement no és una bona sèrie. No obstant això, malgrat les seves moltes limitacions, té quelcom entranyable". Joel Keller de Decider va dir: "La química entre Sarah Chalke i Katherine Heigl portarà Firefly Lane".